# امبالارومبا
امبالارومبا (به لاتین: Ambalaromba) یک سکونتگاه مسکونی در ماداگاسکار است که در سوفیا (ماداگاسکار) واقع شده‌است.

## خصوصیات
امبالارومبا ۹٬۰۰۰ نفر جمعیت دارد و ۱٬۱۰۹ متر بالاتر از سطح دریا واقع شده‌است.